# Abdelkader Bouamer
Abdelkader Bouamer, né le 25 juillet 1983 à Boudouaou (Algérie), est un judoka handisport algérien. Il est champion paralympique à Paris en 2024 dans la catégorie des moins de 60 kg J1.